# Stony Creek
Stony Creek é uma cidade  localizada no estado norte-americano de Virginia, no Condado de Sussex.

## Demografia
Segundo o censo norte-americano de 2000, a sua população era de 202 habitantes.
Em 2006, foi estimada uma população de 190, um decréscimo de 12 (-5.9%).

## Geografia
De acordo com o United States Census Bureau tem uma área de
1,5 km², dos quais 1,5 km² cobertos por terra e 0,0 km² cobertos por água. Stony Creek localiza-se a aproximadamente 29 m acima do nível do mar.

## Localidades na vizinhança
O diagrama seguinte representa as localidades num raio de 32 km ao redor de Stony Creek.